# Benkelman (Nebraska)
Benkelman – miasto w Stanach Zjednoczonych, w stanie Nebraska, siedziba administracyjna hrabstwa Dundy.